# Emílio Peixe
Pour les articles homonymes, voir Peixe (homonymie).
Emílio Peixe, de son nom complet Emílio Manuel Delgado Peixe, né le 16 janvier 1973 à Nazaré, est un footballeur portugais qui évoluait au poste de milieu de terrain, aujourd'hui reconverti en entraineur. Il entraîne actuellement la sélection portugaise des moins de 19 ans.

## Biographie
Pur produit du centre de formation du Sporting Clube de Portugal, Peixe explose durant l'année 1991 où il remporte la Coupe du monde des moins de 20 ans avec le Portugal tout en étant élu meilleur joueur de la compétition.
Sa carrière connaît ensuite des hauts et des bas, bien en dessous de ce qui pouvait être espéré au début de sa carrière. Après plusieurs saisons prometteuses au début de sa carrière avec le Sporting CP, il est transféré en Espagne, au Séville FC, durant l'été 1995, mais c'est un fiasco, et il effectue son retour dans son club formateur dès l'hiver, mais sans retrouver sa forme initiale. Il est l'un des rares joueurs à avoir représenté les trois grands clubs du Portugal : le Sporting CP (entre 1986 et 1997, avec un bref passage de six mois à Séville en 1995), le FC Porto (entre 1997 et 2002, avec un prêt à Alverca à la fin) et Benfica (lors de la saison 2002-2003). Le dernier club qu'il représente en tant que footballeur professionnel est l'UD Leiria avant de mettre un terme à sa carrière, après avoir disputé 172 matchs dans le championnat portugais, pour un total de 4 buts.
Il est international portugais à 12 reprises, entre ses 18 et ses 20 ans. Il n'est plus appelé par la suite, mais il est de l'aventure lors des Jeux olympiques d'été de 1996 où le Portugal termine 4e, après avoir éliminé la France en quart de finale.

## Palmarès
- Champion du monde des moins de 20 ans en 1991 avec le Portugal
- Vainqueur de la Coupe du Portugal en 1995 avec le Sporting
- Champion du Portugal en 1998 et 1999 avec le FC Porto
- Vainqueur de la Supercoupe du Portugal en 1994 avec le Sporting et 1998 avec le FC Porto

## Carrière internationale
- A participé aux Jeux olympiques d'été de 1996
- A participé à la Coupe du monde de football des moins de 20 ans 1991
- International portugais (12 sélections)

## Distinctions individuelles
- Ballon d'or de la Coupe du monde de football des moins de 20 ans 1991